# بدون تأشيرة (ألبوم موسيقي)
بدون تأشيرة (بالفرنسية: Sans Visa) هو ثالث ألبوم موسيقي للمغني الجزائري سولكينغ الذي صدر بتاريخ 27 مايو 2022 عن شركة التسجيلات الموسيقية أفرانشيس ميوزك.

## الأداء التجاري
احتل ألبوم بدون تأشيرة المركز الثاني في قائمة أفضل الألبومات في أسبوع إصداره، حيث بيعت منه 8,617 نسخة (1,441 نسخة و137 نسخة رقمية و7,039 (إستماعا على منصات الموسيقى).
في 11 أغسطس 2022، حصل الألبوم على الأسطوانة ذهبية بعد بيع 50,000 نسخة. وفي 22 ديسمبر 2022، حصل على أسطوانة بلاتينية ببيع 100,000 نسخة.

## قائمة أغاني الألبوم
| الترتيب | عنوان الأغنية           | المدة |
| ------- | ----------------------- | ----- |
| 1       | Kurt Cobain             | 2:39  |
| 2       | Balader (مع نيسكا)      | 2:56  |
| 3       | Suavemente              | 2:39  |
| 4       | Sel3a (مع Naps)         | 2:49  |
| 5       | Fiesta                  | 2:27  |
| 6       | Reste (مع هيس لانفواري) | 3:02  |
| 7       | Parano                  | 2:38  |
| 8       | Askim (مع Reynmen)      | 2:53  |
| 9       | Maria                   | 3:19  |
| 10      | Baila (مع كينجي جيراك)  | 2:25  |
| 11      | Automatique             | 2:46  |
| 12      | Ya lbahri               | 3:14  |
| 13      | Sans visa               | 3:25  |
| 14      | Paccino                 | 2:19  |
| 15      | Zabouza                 | 2:24  |
| 16      | Good Summer             | 2:35  |

## الفيديوهات الموسيقية
- Fada (صدر في 5 يونيو 2021) رابط المشاهدة
- Bye Bye (صدر في 10 سبتمبر 2021) رابط المشاهدة
- Lela (صدر في 16 نوفمبر 2021) رابط المشاهدة
- Suavemente (صدر في 23 فبراير 2022) رابط المشاهدة
- Askim (صدر 13 مايو 2022) رابط المشاهدة
- Balader (صدر في 22 يونيو 2022) رابط المشاهدة
- Baila (صدر في 13 يوليو 2022) رابط المشاهدة

## المراكز والشهادات
| الدولة                                   | الشهادات                | المبيعات/الإستماع الإلكتروني |
| ---------------------------------------- | ----------------------- | ---------------------------- |
| فرنسا (الاتحاد الوطني للنشر الفونوغرافي) | x2 الأسطوانة البلاتينية | 200.000                      |
| بلجيكا (BEA)                             | x2 الأسطوانة البلاتينية | 20.000                       |

| البلد                                    | المركز (حسب عام 2022) |
| ---------------------------------------- | --------------------- |
| فرنسا (الاتحاد الوطني للنشر الفونوغرافي) | 2                     |
| بلجيكا (أولتراتوب)                       | 9                     |
| بلجيكا (أولتراتوب)                       | 136                   |
| سويسرا (هيت باراد سويسرا)                | 25                    |
| سويسرا (Charts Romandie)                 | 21                    |

## قائمة المراجع
1. ↑  "Soolking dévoile son nouvel album, Sans Visa [Sons]". RAPRNB (بfr-FR). 27 May 2022. Archived from the original on 2022-09-11. Retrieved 2025-06-29.{{استشهاد بخبر}}:  صيانة الاستشهاد: لغة غير مدعومة (link)
2. ↑  "Soolking : Les ventes en première semaine de son album Sans visa". https://www.booska-p.com/ (بfr-FR). Archived from the original on 2023-06-04. Retrieved 2025-06-29. {{استشهاد ويب}}: روابط خارجية في |صحيفة= (help)صيانة الاستشهاد: لغة غير مدعومة (link)
3. ↑  B, Zineb (10 Aug 2022). "Sans Visa : l'Algérien Soolking confirme son succès avec un nouveau disque d'or". Dzair Daily (بfr-FR). Archived from the original on 2025-04-25. Retrieved 2025-06-29.{{استشهاد ويب}}:  صيانة الاستشهاد: لغة غير مدعومة (link)
4. ↑  "Sans visa by Soolking". Genius (بالإنجليزية). Archived from the original on 2023-06-01. Retrieved 2025-06-29.
5. ↑  "Les certifications". SNEP (بfr-FR). Archived from the original on 2025-06-21. Retrieved 2025-06-29.{{استشهاد ويب}}:  صيانة الاستشهاد: لغة غير مدعومة (link)
6. ↑  "ultratop.be - ULTRATOP BELGIAN CHARTS". www.ultratop.be. مؤرشف من الأصل في 2025-06-02. اطلع عليه بتاريخ 2025-06-29.
7. ↑  "lescharts.com - Soolking - Sans visa". lescharts.com. مؤرشف من الأصل في 2024-12-12. اطلع عليه بتاريخ 2025-06-29.
8. ↑  "Soolking - Sans visa - ultratop.be". www.ultratop.be. مؤرشف من الأصل في 2025-01-14. اطلع عليه بتاريخ 2025-06-29.
9. ↑  "Soolking - Sans visa - ultratop.be". www.ultratop.be. مؤرشف من الأصل في 2024-12-04. اطلع عليه بتاريخ 2025-06-29.
10. ↑  "Soolking - Sans visa - hitparade". hitparade. مؤرشف من الأصل في 2022-09-10. اطلع عليه بتاريخ 2025-06-29.
11. ↑  Hung، Steffen. "lescharts.ch - Soolking - Sans visa". lescharts.ch. مؤرشف من الأصل في 2022-09-11. اطلع عليه بتاريخ 2025-06-29.

## وصلات خارجية
- بدون تأشيرة على موقع أول ميوزيك (الإنجليزية)
- بدون تأشيرة قاعدة بيانات ديسكوغز (الإنجليزية)
- بدون تأشيرة موسوعة ميوزيك برينز (MBRG).
- بدون تأشيرة على موقع جينيس (الإنجليزية)

## اطلع أيضا
- سولكينغ
- فواكه الشيطان (ألبوم موسيقي لسولكينغ)
- فينتج (ألبوم موسيقي لسولكينغ)